# Fernand Baldensperger
Fernand Baldensperger (n. 4 mai 1871 - d. 24 februarie 1958) a fost critic și istoric literar francez, teoretician al literaturii comparate.

## Opera
- 1904: Goethe în Franța, eseu de literatură comparată ("Goethe en France : essai de littérature comparée");
- 1912: Literatura, succes, creație, durată ("La littérature : création, succès, durée");
- 1919 - 1939: Literatura franceză între cele două războaie ("La littérature française entre les deux guerres");
- 1907 - 1939: Studii de istorie literară ("Études d'histoire littéraire");
- 1924: Mișcarea ideilor în emigrația franceză ("Le mouvement des idées dans l'émigration française").

Împreună cu Paul Hazard a înființat publicația "Revue de littérature comparée".
A tradus versuri din literatura engleză.